# Segunda Categoría del fútbol paceño
El presente artículo repasa el historial de los campeonatos de Segunda Categoría del fútbol paceño (segundo torneo en jerarquía detrás del Campeonato Paceño) organizados por la Asociación de Fútbol de La Paz. 

## Historia
En función de la época la segunda categoría puede tratarse de:
- Categoría Intermedia[1]
- Primera Amateur[2]
- Primera B[3]

## Historial
| Temporada | Campeón                                                | Subcampeón                                             |
| --------- | ------------------------------------------------------ | ------------------------------------------------------ |
| 1914      | The Strongest                                          | The Tidy                                               |
| 1936      | Bolívar                                                |                                                        |
| 1938      | Ferroviarios                                           | San Calixto                                            |
| 1939      | Always Ready                                           | Bolívar                                                |
| 1940      | Bolívar                                                | The Law                                                |
| 1951      | Northern                                               | Arabe                                                  |
| 1952      | Arabe                                                  | Municipal                                              |
| 1953      | Municipal                                              | Chaco                                                  |
| 1965      | Bolívar                                                | Guadalquivir                                           |
| 1966      | Mariscal Santa Cruz                                    |                                                        |
| 1988      | Ferroviario                                            |                                                        |
| 1998      | Regatas Flamengo                                       | Porvenir                                               |
| 2000      | Unión Maestranza                                       | Don Bosco                                              |
| 2001      | Zuraca                                                 | Jerusalem                                              |
| 2002      | ABB                                                    |                                                        |
| 2003      | Regatas Flamengo                                       | Olympic                                                |
| 2005      | Litoral                                                | 16 de julio                                            |
| 2006      | E.M.I.                                                 |                                                        |
| 2007      | Zuraca                                                 | Ramiro Castillo                                        |
| 2008      | 31 de Octubre                                          | Jerusalem                                              |
| 2009      | White Star                                             | Unión Maestranza                                       |
| 2010      | Ayuda País                                             |                                                        |
| 2011      | Fibracon                                               | Chaco Petrolero                                        |
| 2014      | Universitario                                          | Litoral                                                |
| 2015      | Gimnasia y Esgrima                                     | ABB                                                    |
| 2015-16   | Litoral                                                | EMI                                                    |
| 2016-17   | Ayuda País                                             | E.M.I.                                                 |
| 2018      | Chijipata                                              | Litoral                                                |
| 2019      | Universitario                                          | I.C.C.                                                 |
| 2020      | sin competición a causa de la pandemia del coronavirus | sin competición a causa de la pandemia del coronavirus |
| 2021      | sin competición reconocida                             | sin competición reconocida                             |
| 2022      | Ayuda Pais                                             | Ferroviario                                            |
| 2023      | Ingenio                                                | 16 de Julio                                            |

## Títulos por club
Se consideran todos los logros obtenidos por cada club, sean del primer equipo o de aquellos de reserva, alternativos o juveniles. Los títulos por club es parcial, por falta de datos conocidos.
| Club                | Títulos | Subtítulos | Temporadas Títulos  | Temporadas Subtítulos |
| ------------------- | ------- | ---------- | ------------------- | --------------------- |
| Bolivar             | 3       | 1          | 1936, 1940, 1965    | 1939                  |
| Ayuda Pais          | 3       |            | 2010, 2016-17, 2022 |                       |
| Litoral             | 2       | 2          | 2005, 2015-16       | 2014, 2018            |
| Ferroviario         | 2       | 1          | 1938                | 1988                  |
| Regatas Flamengo    | 2       |            | 1998, 2003          |                       |
| Zuraca              | 2       |            | 2001, 2007          |                       |
| Universitario       | 2       |            | 2014, 2019          |                       |
| Arabe               | 1       | 1          | 1952                | 1951                  |
| Unión Maestranza    | 1       | 1          | 2000                | 2009                  |
| ABB                 | 1       | 1          | 2002                | 2015                  |
| EMI                 | 1       | 1          | 2006                | 2016-17               |
| The Strongest       | 1       |            | 1914                |                       |
| Always Ready        | 1       |            | 1939                |                       |
| Mariscal Santa Cruz | 1       |            | 1966                |                       |
| Fibracon            | 1       |            | 2011                |                       |